# World Series of Poker Online
Die World Series of Poker Online, kurz WSOPO, ist eine online ausgespielte Pokerturnierserie, die erstmals 2020 angeboten wurde und eine Expansion der World Series of Poker darstellt.

## Geschichte
Nachdem die für Mai bis Juli 2020 vorgesehene 51. Austragung der World Series of Poker aufgrund der COVID-19-Pandemie auf unbestimmte Zeit verschoben worden war, wurde im Juni 2020 die erstmalige Online-Austragung der Turnierserie bekanntgegeben, bei der auf den Plattformen WSOP.com und GGPoker insgesamt 85 Bracelets vergeben wurden. Von Juli bis September 2021 wurde auf denselben Onlinepokerräumen sowie auf WSOP.com PA eine zweite Austragung mit 74 Turnieren ausgespielt.

## Austragungen
| # | Jahr | Turniere | Mehrfache Braceletgewinner                                                   | Main Event | Main Event         | Main Event | Main Event       |
| # | Jahr | Turniere | Mehrfache Braceletgewinner                                                   | Teilnehmer | Sieger             | Herkunft   | Preisgeld (in $) |
| - | ---- | -------- | ---------------------------------------------------------------------------- | ---------- | ------------------ | ---------- | ---------------- |
| 1 | 2020 | 85       | Alek Stasiak (2)                                                             | 5802       | Stojan Madanschiew | Bulgarien  | 3.904.685        |
| 2 | 2021 | 74       | –                                                                            | 4092       | Alexei Wandyschew  | Russland   | 2.543.073        |
| 3 | 2022 | 78       | Tanner Bibat, Claas Segebrecht (je 2)                                        | 4984       | Simon Mattsson     | Schweden   | 2.793.574        |
| 4 | 2023 | 66       | Calvin Anderson, Daniel Chan, Guy Dunlap, John Riordan, Shannon Shorr (je 2) | 6023       | Bert Stevens       | Belgien    | 2.783.432        |